# Núi Kerinci
Núi Kerinci (cũng được đánh vần Kerintji, trong số nhiều cách khác, và được gọi là Gunung Kerinci, Gadang, Berapi Kurinci, Kerinchi, Korinci / Korintji, hoặc Đỉnh Indrapura / Indrapoera) là núi lửa cao nhất ở Indonesia, và đỉnh cao nhất trên đảo Sumatra. Nó được bao quanh bởi rừng cây xanh tốt của Vườn Quốc gia Kerinci Seblat, nơi có các loài động vật có nguy cơ bị tuyệt chủng như loài hổ Sumatra và tê giác Sumatra.

## Địa lý

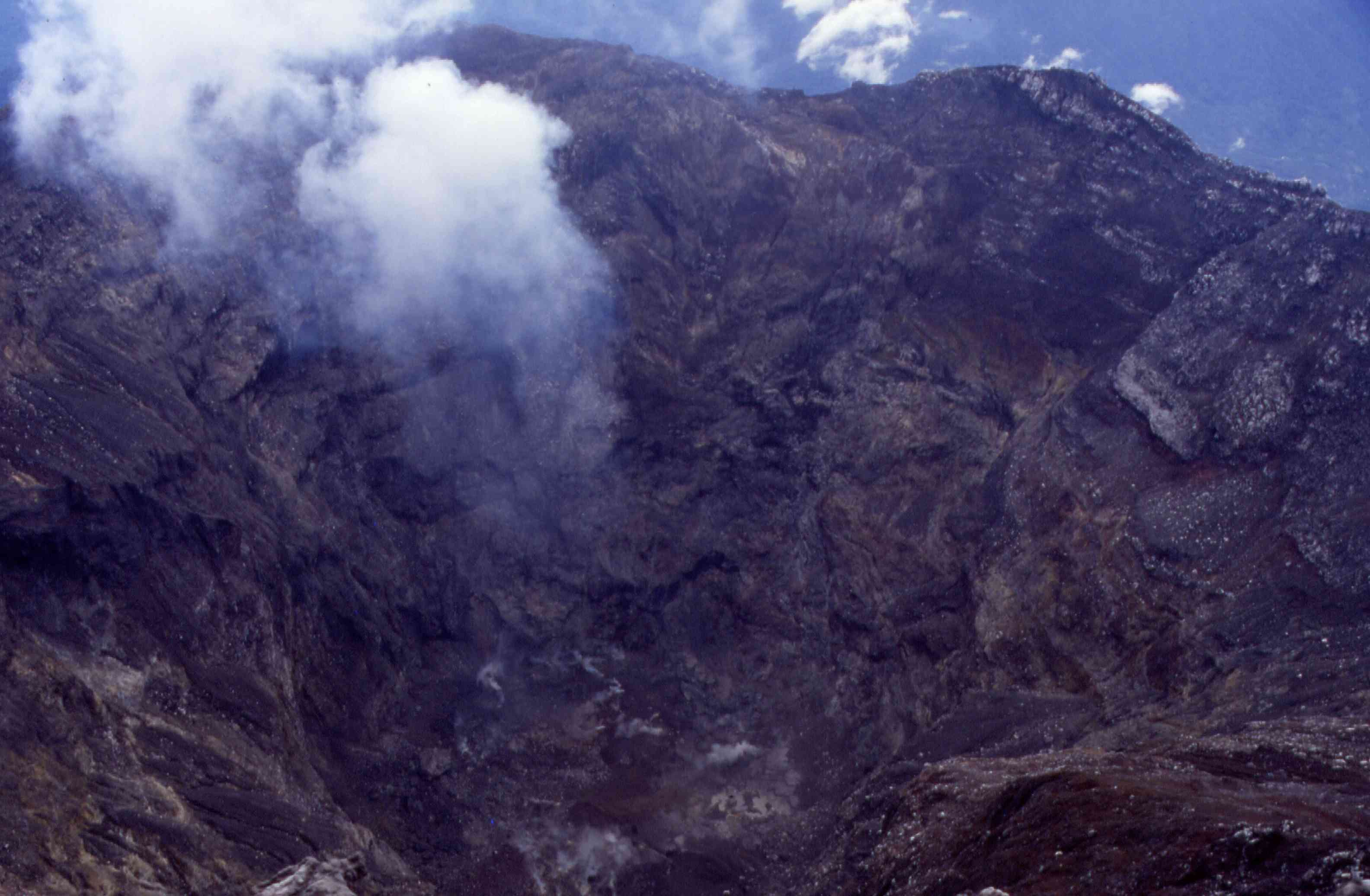
Nhìn vào miệng núi lửa Kerinci.

Kerinci nằm ở ranh giới của huyện Kerinci thuộc tỉnh Jambi và huyện Nam Sumo thuộc tỉnh Tây Sumatra, ở phía tây của đảo gần bờ biển phía tây và cách Padang khoảng 130 km (81 dặm). Đây là một phần của Dãy núi Barisan, một chuỗi các núi lửa kéo dài từ cực Bắc của hòn đảo (thuộc tỉnh Aceh) tới tận cực đông (thuộc tỉnh Lampung). Nó là đặc điểm nổi bật nhất của địa hình Vườn Quốc gia Kerinci Seblat, với các sườn rừng thông cao 2.400-3.300 mét so với lưu vực lân cận, và một hình nón rộng 13 km (8 mi) và dài 25 km (16 dặm), kéo dài theo hướng bắc-nam. Tại đỉnh núi, có một miệng núi lửa rộng 600 m (1,969 ft), thường được lấp nước một phần bởi một hồ của miệng núi lửa nhỏ ở phía đông bắc.

## Hoạt động núi lửa
Kerinci hoạt động mạnh hơn nhiều so với hầu hết các núi lửa ở Indonesia, với các vụ phun trào gần như hàng năm. Vào năm 2004, Kerinci bùng nổ và tiếp tục phun ra những đám mây khói sulfat, với những chùm khói cao tới độ cao 1.000 m (3.281 ft). Năm 2009, Kerinci bùng nổ trở lại và tiếp theo vào ngày 2 tháng 6 năm 2013 là vụ phun trào núi lửa thổi khói đen cao tới 600 m (1.969 ft). Có một vùng đất nông nghiệp trong khu vực, và một đồn điền trồng chè trên sườn phía nam, Kerinci, nằm trong một vườn quốc gia Indonesia, và có lẽ do nể sợ những tiếng gầm thường xuyên của nó, nằm trong một khu vực dân cư thưa thớt, so với tiêu chuẩn mật độ dân số ở Indonesia.

## Leo núi
Kerinci có thể leo lên từ làng Kersik Tuo, cách Padang 6 hoặc 7 giờ bằng xe hơi hoặc xe buýt. Trèo lên và xuống thường mất 2 ngày và 1 đêm, khi lựa chọn để đi suốt con đường tới đỉnh. Những người leo núi cũng có thể chọn để đi lên đến trại 2 hoặc 3, bỏ qua nỗ lực lên đến đỉnh, đòi hỏi phải leo núi trước bình minh. Địa hình của Kerinci bao gồm rừng rậm, và có thể bị bùn và trơn trượt ngay cả khi chỉ có những cơn mưa nhỏ, có thể xảy ra đôi khi ngay cả trong mùa khô. Để leo lên núi lửa, cần có người hướng dẫn, vì tuy là rất ít nhưng vẫn có các trường hợp biến mất sau khi cố gắng đi du hành một mình.

## Hồ
Vườn quốc gia Kerinci Seblat có ít nhất mười lăm hồ đáng lưu ý, với hồ Kerinci lớn nhất, tiếp theo là hồ Gunung Tujuh. Hồ Kerinci rộng 4,200 hecta nằm ở độ cao 650 mét và là nơi tổ chức lễ hội Kerinci Lake hàng năm. Hồ Gunung Tujuh (nghĩa đen là Hồ bảy núi) là một hồ nước hình thành từ một ngọn núi lửa không còn hoạt động nữa và được bao quanh bởi bảy đỉnh núi. Đây cũng là hồ cao nhất ở Đông Nam Á ở độ cao 1.996 mét.

## Kecik Wok Gedang Wok
Dựa trên nghiên cứu năm 1973, người dân "Kecik Wok Gedang Wok" được công nhận là bộ tộc đầu tiên định cư tại một vùng cao nguyên xung quanh Núi Kerinci cách đây 10.000 năm. Ngày nay, người Kecik Wong Gedang Wok bị giới hạn do sự đồng hóa với các bộ tộc Proto-Malay đã tới sau đó. Có khoảng 135 tiếng địa phương chỉ được sử dụng dọc theo thung lũng. Điều này làm cho phân tích dân tộc học khó thực hiện.